# Хачатурян Ваагн Гарнікович
Ваагн Гарнікович Хачатурян (вірм. Վահագն Խաչատուրյան; нар. 26 липня 1959, Сісіан) — вірменський політик, президент Вірменії з 13 березня 2022 року.
Обіймав посаду мера Єревана з 1992 по 1996 рік і був міністром високотехнологічної промисловості Вірменії (2021—2022).
Був членом Вірменського національного конгресу до 2017 року та очолив список АНК на виборах у міську раду Єревана 2013 року.

## Біографія
Ваагн Хачатурян народився 1959 року в Сісіані. 1980 року закінчив Єреванський інститут народного господарства за кваліфікацією економіст. 1982—1989 рр. працював на підприємстві «Разданмаш», 1989—1992 рр. був заступником генерального директора фабрики «Марс», 1990—1996 рр. — депутат Єреванської міської ради, 1992—1996 рр. — голова виконкому Єреванської міської ради (мер Єревана), 1995—1999 — депутат Національних зборів, 1996—1998 роки — радник Президента Республіки Вірменія. У 2002 р. — віцепрезидент Центру політології, права та економічних досліджень. З 2021 до 2022 року — міністр високотехнологічної промисловості.

## Членство
- 2000 — член-засновник Центру розвитку демократії та громадянського суспільства АРМАТ
- 2006 — засновник громадсько-політичних ініціатив «Айлінтранк»
- 2019—2021 — член правління Армекономбанку